# 과달카날원숭이얼굴박쥐
과달카날원숭이얼굴박쥐(Pteralopex atrata)는 큰박쥐과에 속하는 박쥐의 일종이다. 솔로몬 제도의 토착종이다. 멸종위기종으로 분류되고 있다.